# Hugh Dempsey
Hugh Aylmer Dempsey, né le 7 novembre 1929 à Edgerton (Alberta) et mort le 24 mai 2022 à Calgary, est un historien canadien qui a publié plus de 20 livres, centrés principalement sur l'histoire des peuples nord-amérindiens de la Confédération des Pieds-Noirs. 

## Biographie
Il travaille au musée Glenbow de Calgary depuis 1956 ; d'abord archiviste jusqu'en 1967, il a ensuite exercé la fonction de directeur jusqu'en 1991 ; après sa retraite, il a été nommé conservateur émérite en chef. Les Gens-du-Sang l'ont désigné chef honoraire en 1967. L'université de Calgary lui a attribué un doctorat honorifique en mai 1974. Il est devenu membre de l'ordre du Canada en 1975 « pour sa contribution à l'éveil et à la préservation de l'intérêt culturel dans l'histoire des Indiens des Plaines ».

## Publications

### Ouvrages
- A Blackfoot Winter Count, Glenbow-Alberta Institute, 1965 (OCLC 605474).
- Crowfoot, Chief of the Blackfeet, University of Oklahoma Press, 1972  (ISBN 0-8061-1025-2).
- Indian Tribes of Alberta, Glenbow-Alberta Institute, 1979  (ISBN 0-919224-00-8).
- Red Crow, Warrior Chief, University of Nebraska Press, 1980  (ISBN 0-8032-1657-2).
- History in their Blood : The Indian Portraits of Nicholas de Grandmaison, Douglas & McIntyre, 1982  (ISBN 0-933920-32-6).
- Big Bear : The End of Freedom', Douglas & McIntyre, 1984  (ISBN 0-88894-506-X).
- Gentle Persuader : A Biography of James Gladstone, Indian Senator, Western Producer Prairie Books, 1986  (ISBN 0-88833-208-4).
- Bibliography of the Blackfoot, (avec Lindsay Moir), Native American bibliography series, no. 13. Metuchin, NJ: Scarecrow Press, 1989  (ISBN 0-8108-2211-3).
- The Amazing Death of Calf Shirt and Other Blackfoot Stories : Three Hundred years of Blackfoot History, University of Oklahoma Press, 1996  (ISBN 0-8061-2821-6).
- Tom Three Persons: Legend of an Indian Cowboy, Purich Publishing Ltd, Saskatoon SK, 1997  (ISBN 1-895830-08-7).
- Tribal Honors: A History of the Kainai Chieftainship, Kainai Chieftainship, 1997  (ISBN 0-919555-10-1).
- Charcoal's World: The True Story of a Canadian Indian's Last Stand, Fifth House Publishers, Calgary, AB, 1998  (ISBN 1-894004-20-5).
- Firewater: The Impact of the Whisky Trade on the Blackfoot Nation, Fifth House Publishers, 2002  (ISBN 1-894004-96-5).
- The Vengeful Wife and Other Blackfoot Stories, University Of Oklahoma Press, 2003  (ISBN 0-8061-3550-6).
- Always an Adventure: An Autobiography, University of Calgary Press, 2011  (ISBN 978-1-55238-568-5).

### Articles
- « The Calgary-Edmonton Trail », Alberta Historical Review 7, no. 4 (Autumn 1959)
- « Long Lance, Catawba-Cherokee and adopted Blackfoot », in American Indian intellectuals, coll. « Proceedings of the American Ethnological Society », West, 1978
- « One Hundred Years of Treaty Seven », in One Century Later: Western Canadian Reserve Indians since Treaty 7, University of British Columbia Press, 1977
- « History and Identification of Blood Bands » in Plains Indian Studies: A Collection of Essays in honor of John C. Ewers and Waldo R. Wedel, Smithsonian Institution Press, 1982
- « Blackfoot Ghost Dance », Glenbow Museum, 1989
- « Kainai (Gens-du-Sang) » dans L'Encyclopédie canadienne, Historica Canada, 1985–. Publié le 4 octobre 2018.  (consulté le 1er octobre 2019).
- « Beginnings of Calgary: The Isaac S. Freeze Letters 1883-84 », Alberta History. 51. 1 (2003)